# Мануель Сапунґа
'Мануель Сапунґа Мбара (ісп. Manuel Sapunga Mbara; нар. 22 січня 1992, Екваторіальна Гвінея) — гвінейський футболіст, воротар клубу «Футуро Кінґз» та національної збірної Екваторіальної Гвінеї.

## Клубна кар'єра
Мануель виріс у Камеруні. Батько — камерунець, а мати — з Екваторіальної Гвінеї. Футбольну кар'єру розпочав 2011 року в клубі «Леонес Вегетаріанос». З 2014 по 2016 рік захищав кольори «Соні Ела Нгуема» та «Депортіво» (Монгомо). З 2017 по 2018 рік знову грав за «Леонес Вегетаріанос». З 2019 року захищає кольори «Футуро Кінґз».

## Кар'єра в збірній
У січні 2022 року головний тренер національної збірної Екваторіальної Гвінеї включив його до складу гравців, які поїхали на Кубок африканських націй 2021 року. Дебютував на міжнародному рівні 12 січня в матчі групового етапу в програному (0:1) поєдинку проти Кот-д'Івуару.

## Статистика виступів

### У збірній

#### По роках
Станом на 12 January 2022
| Екваторіальна Гвінея | Екваторіальна Гвінея | Екваторіальна Гвінея |
| Рік                  | Матчі                | Голи                 |
| -------------------- | -------------------- | -------------------- |
| 2022                 | 1                    | 0                    |
| Загалом              | 1                    | 0                    |

#### По матчах
| Дата      | Місто | Господарі            | Результат | Гості       | Турнір                        | Голи | Примітки |
| --------- | ----- | -------------------- | --------- | ----------- | ----------------------------- | ---- | -------- |
| 12-1-2022 | Дуала | Екваторіальна Гвінея | 0 – 1     | Кот-д'Івуар | Кубок африканських націй 2021 | -1   |          |
| Усього    |       | Матчів               | 1         |             | Голів                         | -1   |          |